# Apomecyna varia
Apomecyna varia är en skalbaggsart som beskrevs av Blanchard 1851. Apomecyna varia ingår i släktet Apomecyna och familjen långhorningar. Inga underarter finns listade i Catalogue of Life.